# Nephthyigorgia
Nephthyigorgia is een geslacht van neteldieren uit de klasse van de Anthozoa (bloemdieren).

## Soorten
- Nephthyigorgia annectans (Thomson & Simpson, 1909)
- Nephthyigorgia aurantiaca Kükenthal, 1910
- Nephthyigorgia crassa Kükenthal, 1910
- Nephthyigorgia kükenthali Broch, 1916
- Nephthyigorgia pinnata Kükenthal, 1910